# Цесвайнський край
Цесва́йнський кра́й (латис. Cesvaines novads) — адміністративно-територіальна одиниця Латвійської Республіки. Розташований у східній частині країни, в історичному регіоні Ліфляндія. Адміністративний центр — Цесвайне. Створений 2009 року. Площа — 190,5 км². Населення — 2802 осіб (2011). До складу краю входять 1 місто і 1 волость.

## Населення
Національний склад краю за результатами перепису населення Латвії 2011 року.
| Національність | К-сть | %        |
| -------------- | ----- | -------- |
| Латиші         | 2601  | 92,83 %  |
| Росіяни        | 116   | 4,14 %   |
| Білоруси       | 35    | 1,25 %   |
| Українці       | 8     | 0,29 %   |
| Поляки         | 9     | 0,32 %   |
| Литовці        | 8     | 0,29 %   |
| Інші           | 25    | 0,89 %   |
| Загалом        | 2802  | 100,00 % |